# Isonychus mus
Isonychus mus är en skalbaggsart som beskrevs av Hermann Burmeister 1855. Isonychus mus ingår i släktet Isonychus och familjen Melolonthidae. Inga underarter finns listade i Catalogue of Life.